# Perundurai
Perundurai är en ort i Indien.   Den ligger i distriktet Erode och delstaten Tamil Nadu, i den södra delen av landet, 1 900 km söder om huvudstaden New Delhi. Perundurai ligger 282 meter över havet och antalet invånare är 17 488.
Terrängen runt Perundurai är platt. Runt Perundurai är det tätbefolkat, med 427 invånare per kvadratkilometer. Närmaste större samhälle är Erode, 16,9 km öster om Perundurai. Trakten runt Perundurai består till största delen av jordbruksmark.